# 長指細螯寄居蟹
長指細螯寄居蟹（学名：Clibanarius longitarsus）为活額寄居蟹科細螯寄居蟹屬下的一个种。